# Blood Lad
Blood Lad (яп. ブラッド ラッド, Бураддо Раддо, «Кривавий хлопець») — манґа, автором якої є Юкі Кодама. Вперше почала публікуватися видавництвом Kadokawa Shoten в журналі Young Ace з 2009 року. У 2011 році студією Brain's Base анонсувався вихід серіалу, заснований на сюжеті манґи, але випуск перенесли на 2013 рік. Манґа була ліцензована на території США компанією Yen Press, у Німеччині компанією Tokyopop Germany, у Франції компанією Kurokawa та на території Тайваню компанією Kadokawa Media.

## Сюжет
Десь, глибоко в надрах землі, існує світ демонів, розділений на багато секторів. Там живуть демони та інші тварюки, які відомі людині. У величезному місті-примарі орудують диявольські банди та начальник однієї з них — Стаз — вампір, який із принципу не харчується людською кров'ю, але схиблений на сучасній японській культурі (ігри, аніме, манґа, японська техніка та інше). Раптом у місті з'являється людська дівчина з Японії Фуюмі Янаґі. Стаз, сповнений щастя, що побачить на власні очі людину і представника Японії, доставляє дівчину до себе, але варто йому на момент відволіктися, як Фуюмі пожирає рослина-монстр. Від дівчини залишається одна черепушка, яку Стаз кладе на ігрову приставку, а сама Фуюмі раптом з'являється голою, але як привид. Тепер головна мета вампіра і новоспеченої дівчини-привида — будь-якими способами воскресити Фуюмі, пройшовши для цього нелегкий шлях.

## Персонажі
Стаз Чарлі Блад (яп. ブラッド・チャーリー・スタズ, Бураддо Тя:ри: Сутадзу)
Начальник східного сектору світу демонів, колись втік дитиною з благородного маєтку вампірів. Зарекомендував себе як жорстокий вампір, який п'є людську кров, але насправді звичайний отаку, схиблений на японській сучасній культурі (наприклад іграх, манзі, аніме), та й усієї сучасної моди. Коли мова заходить про нові речі або чаклунство, Стаз використовує манґу як інструкцію, не знаючи її справжнього призначення. З першого погляду здається, ніби Стаз закохується у Фуюмі, але потім з'ясовується, що він відчуває потяг до її крові. Але Фуюмі вмирає і перетворюється на примару, і тепер головна мета Стаза — повернути Фуюмі до життя, щоб випити її крові, і він стає її хранителем. У серці Стаза укладено кулю, залишену його старшим братом Бразом, оскільки сила молодого Стаза була настільки велика, що могла зруйнувати його тіло. Пізніше Браз витягує кулю із серця Стаза, і він стає в десятки разів сильнішим.
Сейю: Рьота Осака
Бель Хайдель (яп. ハイドラ ベル, Хайдора Беру)
Відьма, яка у пошуках скарбів може подорожувати між вимірами, використовуючи спеціальні пристосування. Вона полює на злодія, який вкрав її чорну завісу і хоче зробити її своїм чоловіком. Спочатку вона думала, що злодієм є Стаз, і довгий час шантажувала його на гроші, але пізніше дізнається, що злодій вже помер, але все одно закохується в Стаза. Пізніше на її прохання (не навмисно) він демонструє свою повну силу. Періодично з'являється, щоб допомогти головним героям, проте діє завжди заради своєї вигоди. Пізніше з'ясовується, що її мати і мати Фуюмі були двійниками з паралельних світів і при випадковій зустрічі об'єдналися в одну сутність, і тому де-факто Бель є сестрою Фуюмі.
Сейю: Сара Емі Брідкатт
Вовк (яп. ウルフ, Уруфу)
Перевертень, який контролює західний сектор пекла. Кращий друг і соратник Стаза, водночас і заздрить його перевагу. Закохується у Фуюмі з першого погляду, при дівчатах починає мило поводитися. Він напівперевертень і тому може частково перетворюватися на вовка, а при повній трансформації може тримати форму не більше 5 хвилин. Через те, що він дитина перевертня і простого демона нижчого класу, після народження був викинутий з маєтку і веде агресивну політику у світі демонів, завоювавши практично весь захід, щоб довести свою силу родичам. Він також перший, хто зустрів маленького Стаза, що втік із маєтку, і того дня переміг його.
Сейю: Такума Тэрасима
Браз Д. Блад (яп. ブラッド・D・ブラッズ, Бураддо Ді Бурадзу)
Старший брат Стаза. Він благородний вампір, одягається як аристократ і має велику владу в маєтку. Стаз ненавидить його і був упевнений, що під час зустрічі Браз спробує вбити його. Колись давно навчав маленького Стаза, але побачивши, наскільки величезна і руйнівна його сила, вистрілив кулею в його серце, тим самим запечатавши силу. Коли Стаз повернувся до маєтку, Браз не тримав злості на брата, на відміну молодшої сестри, і навіть, навпаки, пізніше став допомагати йому, показавши, що щиро любить брата. Браз також вийняв кулю із серця Стаза, вирішивши, що він уже виріс і може відтепер контролювати свою силу. Має унікальну здатність керувати своєю кров'ю, що витекла, і матеріалізувати її в різні об'єкти, наприклад в гострі леза.
Сейю: Рехей Кімура
Ліз Т. Блад (яп. ブラッド・T・リズ, Бураддо Ті Рідзу)
Молодша сестра Стаза часто носить маску на обличчі. Вона — наглядачка в'язниці маєтку вампірів і без вагань укладає туди Стаза. Ненавидить його, оскільки, на її думку, він зганьбив клан, втікши з маєтку, але пізніше з'ясовується, що ненависть — це результат сильної ревнощів до Стаза, оскільки Браз приділяв йому багато уваги; коли Стаз зник, вона сподівалася, що Браз почне проводити більше з нею часу, але цього не сталося. Пізніше її ставлення до Стазу стає теплішим, вона швидко потоваришувала з Фуюмі.
Сейю: Юка Нанрі
Саті (яп. サティ, Саті)
Знайома Стаза. Вона працює у ресторані, де багато часу проводить Стаз зі своїми друзями. Дуже спокійна та рідко показує ознаки емоцій на обличчі. Має третє око, яке може передбачати майбутнє і таємниці. Поряд з нею знаходиться демон-звірятко, на ім'я Мамедзіру, який має ті ж здібності, що і Сатті, і теж має третє око.
Деку (яп. デク, Деку)
Права рука Стаза. Він його вірний підлеглий і ставиться до нього як до хорошого друга. Дуже доброзичливий. Був проти того, щоб Стаз вирушав у світ людей, бо це могло б привезти до хаосу у східному секторі пекла.
Сейю: Таїті Комесу
Паппладон Аким (яп. パップラドン・アキム, Паппурадон Акиму)
Штучний демон під номером 9, створений із останків різних демонів у лабораторних умовах. Після пробудження вважав своє тіло ще недосконалим і, втікши, почав убивати всіх підряд, щоб забирати їх органи, вдосконалюючи себе. Після цього Акіму стає неймовірно сильним і перемагає над Вовком, проте зазнає поразки від Стаза, який пробудив у собі повну силу, але виживає після цього. Має намір стати найсильнішим демоном у світі.
Сейю: Кодзі Юса
Берос (яп. ベロス, Беросу)
представниця палацової поліції. Знаходиться на службі у короля, виконуючи ту ж саму функцію, що й Ліз: доставку злочинців у в'язницю. За наказом короля приводить Браза до палацу і передає Гойлу, начальнику в'язниці. Давно знайома із Бразом і має з ним дуже незвичайні стосунки. Є натяк на те, що вона закохана у нього.
Сейю: Масумі Асано

## Медіа

### Манґа
Вперше інформація про манґу з'явилася на офіційному сайті новели про Suzumiya Haruhi no Kyōgaku, тут були опубліковані зображення майбутнього випуску журналу Young Ace на червень, де були продемонстровані зображення манґи авторства Кодами Юкі, і там же було вказано, що по манґі буде ймовірно створена аніме-адаптація. Манґа почала публікуватися в журналі в 2009 році. Пізніше, у липневому випуску журналу було офіційно підтверджено випуск аніме-серіалу. Однак невдовзі з сайту журналу було прибрано інформацію про екранізацію і до 2012 року не надходило жодної офіційної інформації щодо аніме. У 2012 році з'явилася офіційна інформація, що випуск екранізації відбудеться у січні 2013 року, 30 березня став доступним трейлер аніме-серіалу, 8 липня вийшла перша серія. На цей час випущено перший сезон аніме-серіалу, що складається з 10 серій. Відомостей про продовження серіалу наразі немає.

#### Список томів манґи
| №  | Дата виходу      | ISBN                   |
| -- | ---------------- | ---------------------- |
| 1  | 1 травня 2010    | ISBN 978-4-04-715433-9 |
| 2  | 4 серпня 2010    | ISBN 978-4-04-715496-4 |
| 3  | 4 лютого 2011    | ISBN 978-4-04-715621-0 |
| 4  | 4 червня 2011    | ISBN 978-4-04-715714-9 |
| 5  | 3 грудня 2011    | ISBN 978-4-04-120015-5 |
| 6  | 4 червня 2012    | ISBN 978-4-04-120285-2 |
| 7  | 4 вересня 2012   | ISBN 978-4-08-870242-1 |
| 8  | 4 квітня 2013    | ISBN 978-4-04-120700-0 |
| 9  | 4 червня 2013    | ISBN 978-4-04-120733-8 |
| 10 | 28 грудня 2013   | ISBN 978-4-04-120945-5 |
| 11 | 2 травня 2014    | ISBN 978-4-04-121115-1 |
| 12 | 4 листопада 2014 | ISBN 978-4-04-101675-6 |
| 13 | 4 березня 2015   | ISBN 978-4-04-101676-3 |
| 14 | 4 серпня 2015    | ISBN 978-4-04-103327-2 |
| 15 | 29 грудня 2015   | ISBN 978-4-04-103328-9 |
| 16 | 4 липня 2016     | ISBN 978-4-04-104423-0 |
| 17 | 31 грудня 2016   | ISBN 978-4-04-104424-7 |

#### Bloody Brat
| № | Дата виходу    | ISBN                   |
| - | -------------- | ---------------------- |
| 1 | 31 серпня 2012 | ISBN 978-4-04-120406-1 |
| 2 | 2 липня 2013   | ISBN 978-4-04-120772-7 |

## Сприйняття
За даними видавництва Kadokawa на вересень 2012 року, манґа Blood Lad посіла 31 місце в рейтингу манґи, що найбільше продається в Японії, продавши за тиждень 30,600 копій. За даними на травень 2011 було продано понад 800 000 копій манґи. За даними New York Times на грудень 2012 року, на території США манґа Blood Lad, опублікована видавництвом Yen Press, стала манґою-бестселером, посівши друге місце після манґи Maximum Ride і випередивши Наруто, вона зберігала свою позицію аж до середини січня, змістившись на 4 місце. Середня вартість тому манґи складала $18.99.
Шпик Міч зробив огляд на німецьку версію манґи Blood Lad, описавши, що специфіка сюжету і стиль персонажів багато в чому схожий з відомою манґою Soul Eater, тому любителям веселих жахів ця історія повинна точно сподобатися. Згідно з оглядом манґи на сайті новин Anime Aura, сюжет манґи дуже захопливий і вдало поєднує в собі елементи екшену, пригод та романтичної комедії, а стиль манґи сам по собі унікальний.